# Ove Frederik Brockenhuus
Ove Frederik Brockenhuus (6. august 1717 i Vang, Hedemarken – 1. oktober 1795 på Grimsrød i Rygge) var en dansk-norsk officer, bror til Henrik Adam Brockenhuus.
Han var søn af oberst Jørgen Otte Brockenhuus og dennes 2. hustru, blev allerede i sit 15. år premierløjtnant i generalmajor Frederik Otto von Rappes – det senere søndenfjeldske – gevorbne infanteriregiment, i sit 22. kaptajn, fik som sådan 1745 tilladelse til at gøre en kampagne med i Den østrigske arvefølgekrig, blev efter sin tilbagekomst 1746 major, 1749 under Frederik V's ophold i Norge generaladjudant, 1754 oberst og erholdt 1757 kammerherrenøglen. Det er muligt, at disse gunstbevisninger og det for en fredsperiode hurtige avancement, der således blev Brockenhuus til del, ikke er uden forbindelse med den omstændighed, at den yngre broder, Henrik Adam Brockenhuus allerede fra ungdommen af var Frederik V's fortrolige og altformående yndling, men noget påviseligt herom foreligger i øvrigt ikke. At han har været en mand med talent, tør sluttes deraf, at der i denne periode gentagne gange betroedes ham politiske tillidshverv, og han således bl.a. 1751, da den mod Danmark fjendske gottorpske prins Adolf Frederik besteg Sveriges trone, sendtes til Stockholm for at rapportere om forhandlingerne på den sammentrædende svenske rigsdag. 1760 udnævntes Brockenhuus til chef for 4. Søndenfjeldske Dragonregiment, hvoraf en del da stod i Holsten, og her afløste han samme år generalmajor von Lützow i kommandoen over et såkaldt feltkorps norske dragoner, som hørte til reserven af den hær, der under grev Claude-Louis de Saint-Germain 1762 rykkede ind i Mecklenburg mod russerne. Efter tilbagekomsten til Norge blev han 1765 generalmajor og chef for 2. Søndenfjeldske Regiment Dragoner, 1774 generalløjtnant og samme år hvid ridder, 1776 kommandant i Fredrikstad, hvilken post han beklædte indtil 1792, mens han derimod 1777 fratrådte kommandoen over regimentet.
Brockenhuus ægtede 1750 Vibeke Margrethe Juel (1733 – 5. april 1793), datter af gehejmeråd Peder Juel til Hverringe og Bertha Cathrine f. von Levetzau, men søgte kort efter skilsmisse og giftede sig 1752 2. gang med Maren Maria Tank (1729 – 31. december 1820), datter af købmand i Frederikshald Carsten Tank og Karen Krabbe f. Colbiørnsen. Han døde 1. oktober 1795.